# Прислопу Маре (Арђеш)
Прислопу Маре (рум. Prislopu Mare) насеље је у Румунији у округу Арђеш у општини Драгану. Oпштина се налази на надморској висини од 374 m.

## Становништво
Према подацима из 2002. године у насељу је живело 549 становника, од којих су сви румунске националности.